# Кубака (месторождение)
Кубака — месторождение золота и серебра в Северо-Эвенском районе Магаданской области России.

## Географическое положение
Российская федерация. Магаданская область. Северо-Эвенский район. Месторождение находится в южной части Омолонского массива.

## Полезные компоненты
Золото, серебро

## История открытия
Месторождение было открыто Сеймчанской ГРЭ в 1979 году при проведении геологической съемки масштаба 1:200 000. Внимание исследователей привлекли развалы адуляр-кварцевых жил, в которых по результатам анализа были установлены высокие содержания золота (до 106 г/т).

## Геология месторождения
Месторождение Кубака расположено в пределах Омолонского срединного массива и приурочено к вулканитам кедонской серии средне-позднедевонского возраста. Месторождение расположено на периферии Авландинской вулканоструктуры, в которой отчетливо выделяются жерловая, околожерловая и периферическая части, разделенные концентрическими разломами. Гидротермальные изменения вулканитов представлены площадной пропилитизацией и околорудной аргиллизацией. Рудные тела сосредоточены в блоке площадью около 8 км², вытянутом в северо-западном направлении. Рудоносный блок сложен средне-верхнедевонскими риодацитами, андезитами, и их туфами и игнимбритами, слагающими моноклиналь. Вулканиты прорваны средне-верхнедевонскими дайками габбро-порфиритов. Южный фланг рудоносного блока перекрыт несогласно залегающими углистыми аргиллитами корбинской свиты каменноугольного возраста. Фундамент девонского вулканического пояса сложен архейскими гранито-гнейсами, обнажающимися в юго-восточной части месторождения.

## Рудные тела
Рудные жильно-прожилковые зоны (Северная, Центральная и Цокольная) расположены в рудоносном блоке с шагом 400—600 метров. Каждая из них состоит из одного или нескольких рудных тел. В поперечном срезе рудные тела представляют собой веерообразный пучок, расширяющийся к поверхности. Вертикальный размах оруденения обычно не превышает 200—250 метров. В проекции на вертикальную плоскость золотая минерализация представляет собой рудную «ленту», длиной около 2 км и шириной 150—200 метров, полого склоняющуюся в юго-восточном направлении согласно с напластованием вулканитов. Основные запасы месторождения были сосредоточены в пределах Центральной рудной зоны. Цокольная рудная зона частично экранируется углистыми аргиллитами корбинской свиты.

## Руды
Руды имеют адуляр-кварцевый состав с убогой (менее 0,5 %) рудной минерализацией. Среди рудных минералов преобладает золото, пирит, арсенопирит, галенит, фрейбергит, акантит, науманнит, агвиларит. Золото преимущественно свободное, тонкое, главным образом, низкой пробы (600—750). Встречаются электрум, кюстелит и самородное серебро. Текстуры руд — колломорфно-полосчатые, каркасно-пластинчатые, крустификационные. Золото-серебряное отношение ½. Среднее содержание золота 20 г/т.

## Возраст месторождения
Данные изохронного рубидий-стронциевого датирования свидетельствуют о палеозойско-мезозойском возрасте оруденения: ранний карбон — поздняя юра.